# Матијас Нерстебе
Матијас Нерстебе (норв. Mattias Nørstebø — Трондхајм, 3. јун 1995) професионални је норвешки хокејаш на леду који игра на позицијама одбрамбеног играча.
Члан је сениорске репрезентације Норвешке за коју је на међународној сцени дебитовао на светском првенству 2015. године.
Током каријере играо је за шведске клубове Бринес и Фрелунду. 